# Леопольд Родзевич
Леопольд Родзевич (12 червня 1895 фільварок Кур'яновщина, Вілейський повіт, нині — Логойський район, Мінська область, Білорусь — 1938) —  драматург, прозаїк, публіцист, поет, діяч революційного руху Західної Білорусі.

## Життєпис
Походив з дрібношляхетської родини. Мав брата Чеслава і сестер Ядвігу, Янину і Марію. Закінчив початкову школу в містечку Крайськ У 1909 закінчив Вілейське міське училище. У 1914 переїхав до Вільнюса, жив у сестри. Близько трьох місяців працював на цукерковій фабриці «Вікторія», потім — технічним креслярем Селянського банку. Екстерном склав іспити на хіміко-техніка.
В цей час приєднався до білоруського суспільно-просвітницького руху. Як зазначає Павлина Меделка, Л. Родевич в компанії Максима Гарецького і Змітрака Бедулі можна було часто бачити в кондитерській «Зелений Штраль», яка була одним з місць зустрічей і бесід білоруської інтелігенції
Брав участь в Білоруському музично-драматичному гуртку, разом з Чеславом і Ядвігою в складі трупи І. Буйницького виступав у театральних постановках.

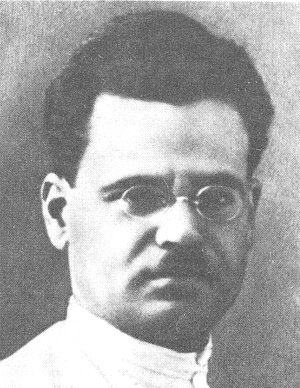
Леопольд Родзевич

Не взяв участі в Першій світовій війні через хворобу: був прооперований на стравоході. У 1915 покинув окуповане місто і виїхав до Георгієвськ на Північний Кавказ, де жила сестра Яніна. Деякий час працював в кондитерському кооперативі. Після Лютневої революції мобілізований до російської армії, звідки незабаром втік і попрямував до Мінська, зайнятого військами німців. Після втечі з армії працював писарем в Білоруській військовій комісії і чиновником в білоруському міністерстві сільського господарства
Після приходу більшовицької окупаційної влади в Мінськ повертається в рідні місця і деякий час вчителює в місцевій семирічці. Під час приходу польських військ перебував там же, але через кілька тижнів перебирається до Вільнюса. У 1921 редагував матеріали в газеті  «Беларускія ведамасьці», потім співпрацював з газетою «Беларуский звон». З 1921 разом з М. Красінським заснував Білоруську драматичну майстерню, якою керував і для якої писав до 1923.
|  |
|  |

|  |
|  |

Редактор газети «Наша будучыня» (1922-1923), «Беларускі звон» (з 1922). Своєю діяльністю активно сприяв перемозі депутатів від Західної Білорусі у виборах до польського сейму (1922). Видавав твори білоруських письменників: завдяки його клопотанню у 1923 вийшли «Строма» Володимира Дубівка, ««Уяўленьне» і «На Ростані» Володимира Жилки. У 1922 увійшов до Білоруської революційної організації (БРА), був членом її ЦК, працював у її газеті «Вольны сьцяг» (1923). В початку 1922 за газетний матеріал відсидів кілька тижнів на Лукішках . Друкується в альманахах і збірках. Зустрічається з білоруськими літераторами, особливо з Володимиром Дубовкою.
Член комісії з вивчення Західної Білорусі при АН Білорусі, з якої був виключений на початку 1933. 18 липня 1933 заарештований і висланий за межі Білорусі. Перебував в Саратові, жив в родині старшого брата. На життя заробляв роботою в лісництві. У 1938 — заарештований повторно. Місце смерті невідоме.
Помер в 1938 р. Посмертно реабілітований в 1956.

## Творчість
Друкуватися почав у 1912 на сторінках газети «Наша Ніва» (кореспонденція «м. Крайськ Вілейського повіту.») І журналу «Крапіва» (гумористичний вірш  «Гарадавы і яго сын»). У 1914 опублікував драматичний твір «Марцовы сьнег», в якому чітко відчувається вплив імпресіонізму. У 1922 видав у Вільно поетичну збірка «Беларусь», за який В. Жилка відніс автора до числа «видатних співаків і ідеологів».
В. Онищук розділяє творчість Л. Родевича на три періоди: «Нашої Ниви» (1910-1915), віленський (1926-1933) і радянський (1926-1933), причому творчість радянського періоду відносить до порівняно гіршої в художньому відношенні від всієї попередньої.
На думку М. Варвашевича, у віршах, оповіданнях, драматичних творах, фантазіях-імпресіях, написаних в романтико-модерній манері, загальний елегійного-меланхолійний настрій Л. Родевича поєднується з динамікою футуризму.
Автор п’єс: «Блуднікі» (1912, опублікована у 1960), «Пакрыўджаныя» (1916, опублікована у  1921), «Зьбянтэжаны Саўка», «Пасланец», «Багаты і бедны», «Досьвіткі», «Кавалі», «Конскі партрэт»; зборнікаў вершаў: «Беларусь» (1922), «На паняволеных гонях» (1928), збірок оповідань: «Рэвалюцыйным шляхам» (1928), «Вогнішча барацьбы» (1930). За одноактовку «П.С.Х» отримав премію Білоруського громадського зібрання у Вільнюсі
Як зазначає Є. Соломевич, деякі вірші Л. Родевича стали народними, у крайньому випадку, друкувалися як анонімні: «Вайна вайне», «Песьня паўстанца», «Я салдат малады», «Гне галіны вецер» і пісня політв'язнів «У дэфінзыве» . Кращі п'єси Л. Родевича ставилися професійними та аматорськими колективами у Вільнюсі, Краславі (Латвія), м. Рудаміна на Віленщині та ін. У 1922 БДТ-1 показав спектакль за його п'єсою «Пасланец».
Література
- Ларчанка, У. М.. Родзевіч Леапольд // Беларускія пісьменнікі: Біябібліягр. слоўн. У 6 т. Т. 5. Пестрак — Сяўрук / Б 43 Ін-т літ. імя Я. Купалы АН Беларусі; Беларус. Энцыкл.; Нацыянальны навукова-асветны цэнтр імя Ф. Скарыны. Пад рэд. А. В. Мальдзіса; Рэдкал.: І. Э. Багдановіч і інш. — Мн.: БелЭн, 1995. — С. 153—156. — 480 с. ISBN 5-85700-168-4
- Родзевіч Леапольд Іванавіч // Маракоў Л.У. Рэпрэсаваныя літаратары, навукоўцы, работнікі асветы, грамадскія і культурныя дзеячы Беларусі, 1794—1991. Энц. даведнік. У 10 т. Т. 2. — Мн:, 2003. ISBN 985-6374-04-9.